# Blooming Grove (Texas)
Blooming Grove è una città degli Stati Uniti d'America, situata nello Stato del Texas, nella Contea di Navarro.